# Antoine Wiertz

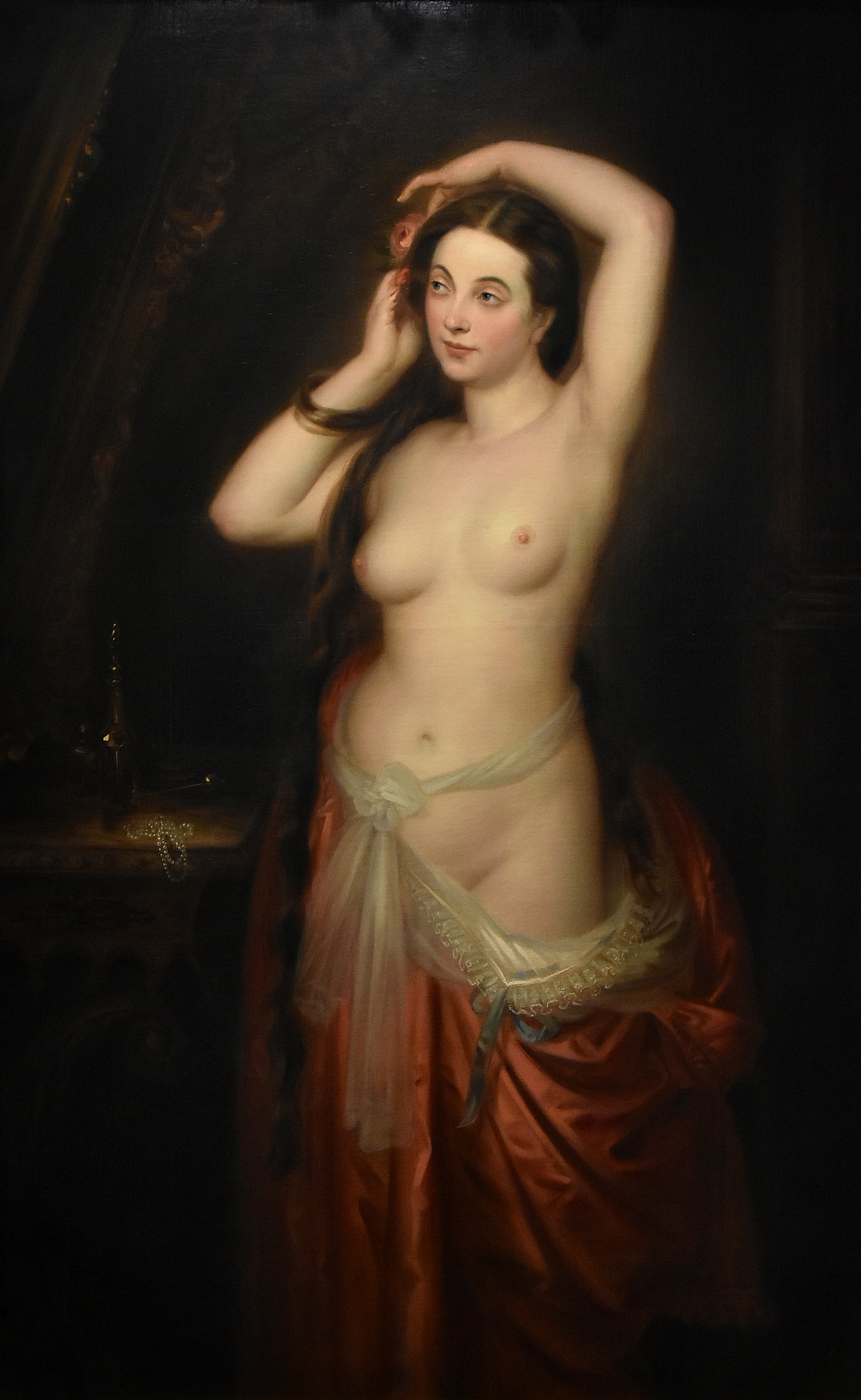
Rosine à sa toilette in La Boverie

Antoine-Joseph Wiertz (Dinant, 22 februari 1806 - Brussel, 18 juni 1865) was een Belgisch schilder van historie-, genre- en portretstukken, beeldhouwer en schrijver over kunst.

## 1806-1828
Antoine-Joseph Wiertz was de zoon van Louis-François Wiertz (geboren in Rocroi 1782-1822) en Catherine Disière, dagloonster (geboren in Leffe 1768-1844). Zijn vader, ooit kleermaker, opzichter in de Glasblazerij van Vonêche, soldaat in het leger van Napoleon I en vanaf 1814 tot aan zijn dood in 1822 brigadier bij de Marechaussee van het Verenigd Koninkrijk der Nederlanden, zou hem de ambitie hebben ingefluisterd een groot man te worden.
Omdat zijn vader in dienst was bij de strijdkrachten van het Koninkrijk der Nederlanden, verbleef het gezin Wiertz regelmatig in Couvin, Profondeville, Ciney en Philippeville waar Louis-François Wiertz gekazerneerd was. Hij ging onder meer in 1816 in Boussu-en-Fagne naar school en in 1818 in Ciney. Al op jonge leeftijd bleek hij begaafd voor tekenen, boetseren en houtsnijden.
Antoine trok de aandacht van zijn neef Ghislain Disière, zaakvoerder en reder in Dinant, en van Pierre-Joseph de Paul de Maibe, lid van de Tweede Kamer van de Staten-Generaal voor de provincie Namen en eigenaar van ijzersmelterijen in Wiertz’ geboorteplaats Dinant. Vanaf 1819 speelde Paul de Maibe een belangrijke rol in het leven van Antoine Wiertz. Het was bij hem dat Wiertz in dat jaar voor het eerst een schilderij zag dat - toentertijd - aan Pieter Paul Rubens werd toegeschreven. Dankzij Paul de Maibes bemiddeling kreeg Antoine Wiertz van Willem I, koning der Nederlanden, in 1820 een studiebeurs toegekend. Paul de Maibe begeleidde Wiertz zelfs naar Antwerpen toen die zich daar bij de Academie voor Schone Kunsten liet inschrijven. Paul de Maibe nam zelfs de gelegenheid te baat om Wiertz met Peter Paul Rubens' Kruisafneming in de Kathedraal te confronteren. Wiertz' artistieke mentoren aan de academie, Matthijs van Bree (1773-1839) en Willem Herreyns (1743-1827), werkten zijn liefde voor de Vlaamse schilderkunst en met name voor Pieter Paul Rubens, nog verder in de hand. Willem-Jacob Herreyns gold overigens als de laatste navolger van Rubens in de 18e eeuw, toen de belangstelling voor die schilder verdrongen werd door het neoclassicisme. 'Van dat ogenblik af zou het oeuvre van de Antwerpse barokmeester voor Wiertz een lichtend voorbeeld blijven waaraan hij zich zou optrekken, waarin hij zich zou spiegelen, waarmee hij zich zou meten, voorbeeld en ideaal dat hij niet zou aarzelen te willen evenaren en overtreffen', zegt André A. Moerman hierover. In een van de brieven die hij naar zijn ouders schrijft, merkt de vijftienjarige Wiertz overigens op dat de oude meesters geen 'niet na te bootsen Goden' zijn, maar 'te overtreffen mensen'.
In zijn Academietijd legde Wiertz zich toe op schilderkunst en beeldhouwkunst. Wiertz zette zijn studies aan de Antwerpse Academie ook voort na het overlijden van zijn vader (1822) en van zijn beschermheer, Paul de Maibe (1823). Op een Anatomiewedstrijd in 1825 kreeg Wiertz het bedrag van 100 gulden uitgereikt namens de Koning. In 1828 greep Wiertz naast de eerste Prix de Rome. Hij eindigde slechts tweede, maar de jury prees wel uitdrukkelijk de compositorische kwaliteiten en de uitdrukkingskracht van zijn inzending.

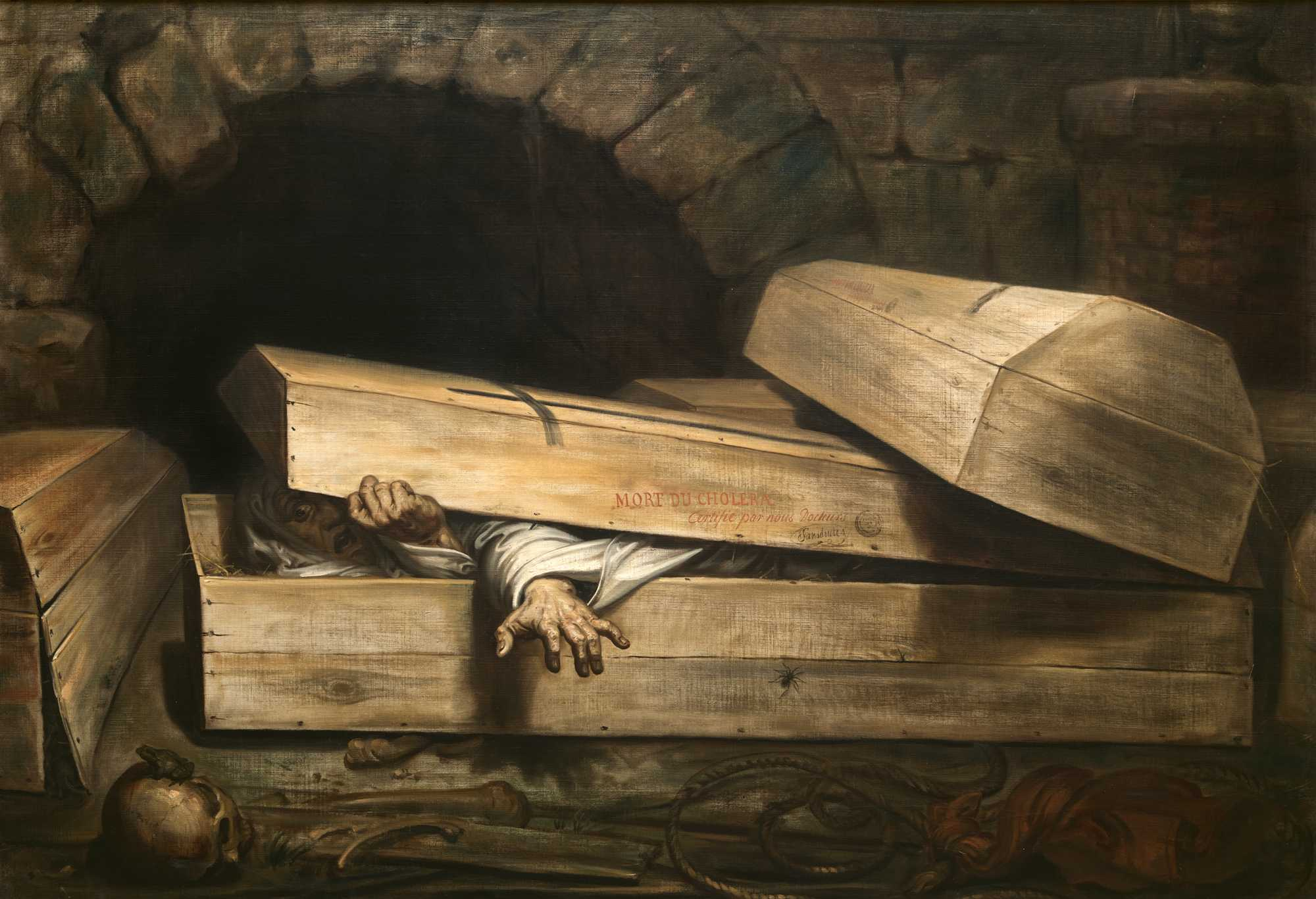
Antoine Wiertz (1806-1865), De overhaaste begrafenis, 1854, Olieverf op doek, 180 × 255 cm, Koninklijke Musea voor Schone Kunsten van België te Brussel, Wiertzmuseum

## 1829-1834
Van november 1829 tot mei 1832 verbleef Wiertz in Parijs. Hij woonde er in de rue Amelot. In het Louvre bestudeerde hij de groten van de schilderkunst, terwijl hij met portretschilderen aan de kost kwam.
Wiertz scherpte in Parijs ook zijn kritische pen. Hij verkoos duidelijk Peter Paul Rubens boven Rafaël, Théodore Géricault boven Jacques-Louis David.
Wiertz keerde naar Antwerpen terug in 1832. Hij behaalde er de, van dan af door de Belgische regering uitgereikte Prijs van Rome op 10 september van dat jaar. Met het bedrag dat aan de prijs was verbonden (10.000 frank, opgesplitst in jaarlijkse bedragen van 2500 fr), kon hij een Italiëreis ondernemen en zich geheel wijden aan zijn 'vurige verzuchtingen', m.a.w. zijn hooggestemde artistieke ambities.
Voor Wiertz ging de Italiëreis over Parijs, waar hij de winter van 1833-34 doorbracht.

## 1834-1839
Antoine Wiertz kwam op 28 mei 1834 in Rome aan. Hij schreef zich op 9 juni in bij de Académie de France. In Rome schilderde hij tussen 1834 en 1837 in het atelier van Horace Vernet. Vanaf 1 mei 1835 huurde hij een atelier in de Via dell'Olmo en schilderde er zijn monumentale doek "Grieken en Trojanen worstelen om het lijk van Patroclos" (520 × 852 cm, nu bewaard in het Musée de l'Art Wallon te Luik). In de zomer van hetzelfde jaar maakte hij met collegae-kunstenaars de traditionele uitstap naar Frascati, Olevano, Tivoli en Subiaco. De talrijke frisse impressies die hij daar en elders in Italië schilderde, vormen voor vele critici van de 20e eeuw, samen met zijn Romeinse carnavalstaferelen, nog altijd het beste deel van zijn oeuvre. In 1836 maakte Wiertz een schilderij van bescheiden formaat met een actueel thema: het overlijden in Rome, begin februari van dat jaar, van Laetitia Bonaparte, de moeder van Napoleon I Bonaparte.
In april 1836 voltooide Wiertz zijn "Grieken en Trojanen worstelen om het lijk van Patroclos". Hij stelt zijn atelier open voor een publiek van kunstenaars en kenners. Daar sprak de befaamde Deense beeldhouwer Bertel Thorvaldsen (1768-1844) zich lovend over Wiertz' werk uit ('Die knaap is een reus'). Wiertz werd prompt tot lid van de Accademia di San Luca benoemd. Wiertz stelde het doek in 1837 ook in Antwerpen tentoon. De eerste poging die hij ondernam om het monumentale werk in de Parijse Salon ten toon te stellen in 1838 mislukte. Toen het doek uiteindelijk op de Parijse Salon van 1839 werd getoond, samen met het bovenvermelde "Doodsbed van Laetitia Bonaparte" en nog een paar andere werken, gunden de kunstcritici het geen warm onthaal, mede doordat de kunstenaar niet, zoals gebruikelijk, de critici-journalisten de gebruikelijke steekpenningen toeschoof. Wiertz kreeg in Parijs niet de verhoopte erkenning. Daarop nam hij een vijandige houding aan ten opzichte van alles wat uit Frankrijk kwam. In het Wiertzmuseum hangt nog steeds een plattegrond waarin de kunstenaar beschreef hoe Brussel tot hoofdstad van Europa, zelfs van de wereld, kon worden uitgebouwd en Parijs tot provinciestad kon worden gereduceerd.

## 1840-1865
Teleurgesteld wijdde Wiertz zich vanaf 1837 in Luik en vanaf 1845 in Brussel aan de monumentale schilderkunst. Die zag hij als zijn ware roeping. 'Doeken schilderen voor de glorie, portretten en buste voor de soep, dat zal de onveranderlijke bezigheid van heel mijn leven zijn' schreef hij aan een vriend.
Een al tijdens Wiertz' studietijd sluimerend idee was een monumentale compositie met als thema 'De val der opstandige engelen'. In 1839-1840 begon het idee concrete vormen aan te nemen, ongetwijfeld ingegeven door de herinnering aan Rubens' 'Val der verdoemden' uit 1620 die hij in het voorjaar van 1837 in München had kunnen bewonderen. De kunstenaar wimpelde in 1840 nochtans het aanbod af om de leegstaande Brusselse Augustijnerkerk (op wat nu het De Brouckereplein is) als atelier te betrekken. Wel verkreeg hij van de regering dat die hem het jaar nadien een subsidie toekende om zijn werk in de verlaten Luikse Sint-Andreaskerk uit te voeren. Na voltooiing van het doek (bovenaan rondbogig, 1153 × 793 cm), werd het in 1841 in situ aan de ogen van het Luikse publiek blootgesteld. In 1842 was Brussel aan de beurt. Daar werd het in de voornoemde Augustijnerkerk tentoongesteld naar aanleiding van de Nationale Tentoonstelling voor Schone Kunsten (Salon van Brussel). Het schilderij keerde naar Luik terug. De kunstenaar vertrouwde het de stad toe. Die bewaarde het eerst een tijd opgerold en vervolgens weer ontrold maar in ongunstige omstandigheden. Wanneer de kunstenaar in 1851 zijn nieuwe atelier in de Vautierstraat te Elsene (Brussel) kon betrekken, liet hij het aldaar overbrengen. Vergeefs betwistte de stad Luik achteraf het eigendomsrecht : de kunstenaar had het schilderij ondertussen contractueel aan de Belgische Staat toegezegd.
In 1844 schilderde Wiertz in Luik een kopie met varianten van zijn "Grieken en Trojanen worstelen om het lijk van Patroclos". Die wordt nu bewaard in het Wiertzmuseum.
In augustus 1845 verliet Wiertz Luik. Hij vestigde zich aan de Zuidlaan in Brussel. Enkele maanden later kon hij een atelier in de verlaten fabriekshallen van de voormalige locomotievenfabriek Société du Renard aan de Vossenstraat inrichten. Hier in het hartje van de Marollen schilderde hij in 1847-1848 zijn "Triomf van Christus", "Twee meisjes of de mooie Rosine", "Het verbrande kind" dat op een fait divers was geïnspireerd en "De vlucht naar Egypte" (Sint-Jozefskerk, Leopoldwijk, Brussel). De Brusselse critici onthaalden 'De Triomf van Christus' (625 × 1110 cm) enthousiast : 'Zulke werken zijn wel een miljoen waard, zoniet verkoopt men ze niet; desnoods sterft men van honger naast ze!'.
Antoine Wiertz richtte zich tot de Belgische regering met het verzoek een atelier te bouwen dat ruim genoeg zou zijn om hem in staat te stellen zijn monumentale scheppende ambities te realiseren. Hij stelde voor om zijn studio te bouwen in een wat obscure Brusselse buurt, dat verklaarde hij door te vertellen dat daar op een dag een centrum met een grote en rijke bevolking zou verrijzen. Charles Rogier, Minister van Binnenlandse Zaken, tekende met Wiertz het contract dat de schilder ertoe verbond, als tegenprestatie voor de bouw van een atelier met woning, zeven monumentale schilderijen te legateren. In 1851 betrok Wiertz zijn nieuwe atelier in de Vautierstraat in Elsene. Uiteindelijk erfde de staat na de dood van de kunstenaar het volledige atelier met kunstenaarswoning en al wat zich daarin bevond. De schrijver Hendrik Conscience zou er kort na Wiertz' overlijden intrekken als conservator van wat nu de Koninklijke Musea voor Schone Kunsten van België te Brussel zijn (niet van het Wiertzmuseum zelf) en er blijven wonen tot aan zijn dood. Omdat Wiertz de blinde buitenmuren van zijn atelier te kaal vond - 'de kunst verdient een tempel' - liet hij in de tuin een gedeeltelijke reconstructie van de ruïne van een tempel in Paestum optrekken. Zijn museum ligt nu slechts 20 meter van de befaamde stalen en glazen torens van het Europees Parlement op een postadres in de Rue Wiertz.
Vanaf 1853 experimenteerde hij met zijn peinture mate. De glans van olieverf vond hij te hinderlijk. De samenstelling van de matte verf deugde scheikundig echter niet en de bestanddelen van de verf vraten bovendien zijn gezondheid aan.
Tekenend voor Wiertz' opvattingen over de roem was het opschrift dat hij aanbracht op een deurvleugel van zijn atelier : 'Hoogmoed : de deugd die grote werken inspireert en de eigenliefde van anderen kwetst'. De hang naar grootsheid van deze filosoof met het penseel wordt ook uitgedrukt in zijn ontwerpschets uit 1856 voor een "Apotheose voor koningin Louise van Orléans", de in 1850 overleden vrouw van koning Leopold I. Het nooit uitgevoerde doek had tijdelijk moeten worden opgericht op het Koningsplein in Brussel, naar aanleiding van de 25e verjaardag van de dynastie. Het zou dan boven de hoogste gevels van dat plein hebben uitgetorend. De ontwerpschets wordt nog steeds in het Wiertzmuseum bewaard.
Postuum worden zijn literaire pennenvruchten gebundeld uitgegeven als 'Oeuvres littéraires (Brussel, 1869).
Zijn schaarse beeldhouwwerken werden na zijn dood, toen zijn huis al een museum was, in 1870 naar de gipsen modellen in marmer uitgevoerd door de praticien Auguste Franck. Er is vaak gesuggereerd dat de Franse beeldhouwer Auguste Bartholdi voor zijn Vrijheidsbeeld in New York inspiratie gevonden zou hebben bij een van de beeldengroepjes uit de serie "De vier tijdperken van de mensheid" (1860-1862), namelijk de "Derde periode: het licht"(1862), een werk dat Wiertz op groot formaat wilde laten uitvoeren. Bartholdi zou in elk geval Brussel bezocht hebben, nadat Wiertz' beeldengroepje al was voltooid.

## Werk
Dat Wiertz de overheid ertoe kon brengen een atelier voor hem te bouwen op kosten van de staat heeft ongetwijfeld te maken met zijn voordelige relaties binnen het sociale netwerk waarin hij zich bewoog. Maar zijn oeuvre paste ook in de ambitie van België, de jonge staat die zijn bestaansrecht vorm wilde geven met in opdracht geschilderde monumentale composities. Deze betroffen veelal historische gebeurtenissen uit het verleden die gerelateerd werden aan de nieuwe identiteit, zoals ook geschilderd door Nicaise de Keyser, Gustaaf Wappers, Ernest Slingeneyer en Louis Gallait. Het monumentale werk van Wiertz situeert zich echter ten opzichte van het werk van zijn tijdgenoten sterker in een soort l'art pour l'art-beweging avant la lettre, getuige de niet in opdracht geschilderde mythologische, religieuze en filosofische onderwerpen.
Wiertz vond zijn inspiratie in geschiedenis en mythologie, maar net zo goed bij de fait divers die hij uit kranten en tijdschriften haalde. Wiertz' moralistische bedoelingen bleken voldoende uit de titels die hij zijn werken gaf, titels zoals "Gedachten en visioenen van een afgehakt hoofd", "Menselijke onverzadigbaarheid", "De kaakslag van een Belgische vrouw", "De beschaving der negentiende eeuw", "Filosofischer dan je denkt", "Levend begraven", "De partijen door Christus beoordeeld" en "Het laatste kanon".
Symbolistische en surrealistische schilders en latere Belgische kunstenaars, zoals Marcel Broodthaers hadden interesse voor deze kunstenaar. In Francine-Claire Legrands gezaghebbende werk over het Belgische symbolisme uit 1971 deelt zij hem met de kunstenaars Félicien Rops en Xavier Mellery in onder het hoofdstuk 'L'aube du symbolisme pictural'. De ondertitel van het deel van dit hoofdstuk, dat uitsluitend over Wiertz gaat, noemt zij veelzeggend 'Wiertz of de duizelingwekkende verbeelding' ('Wiertz ou le vertige de l'imaginaire'). Zij relateert hem ook omwille van zijn demonische geest met Félicien Rops.

## Galerij

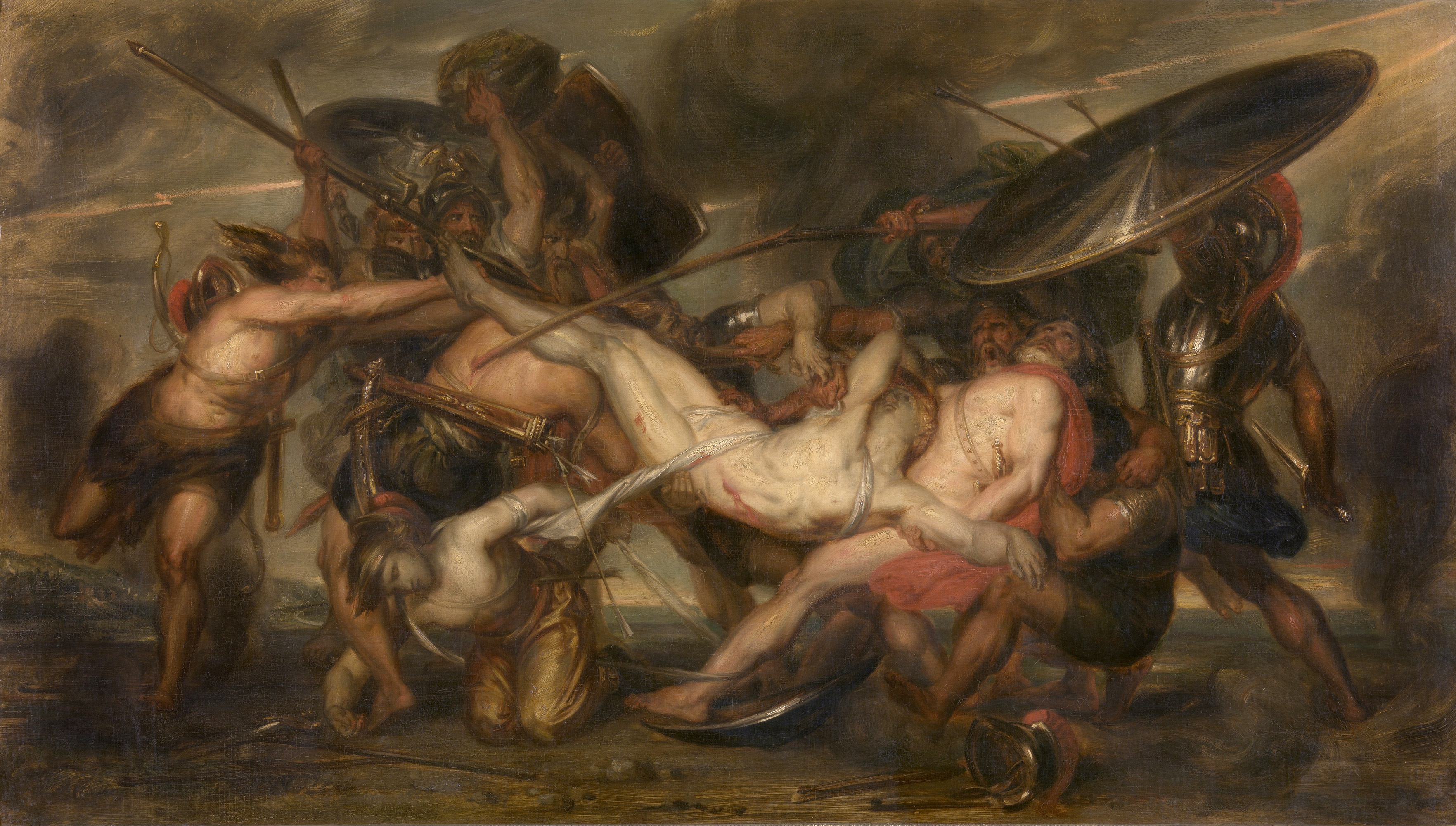
Les Grecs et les Troyens se disputant le corps de Patrocle (1844-45)
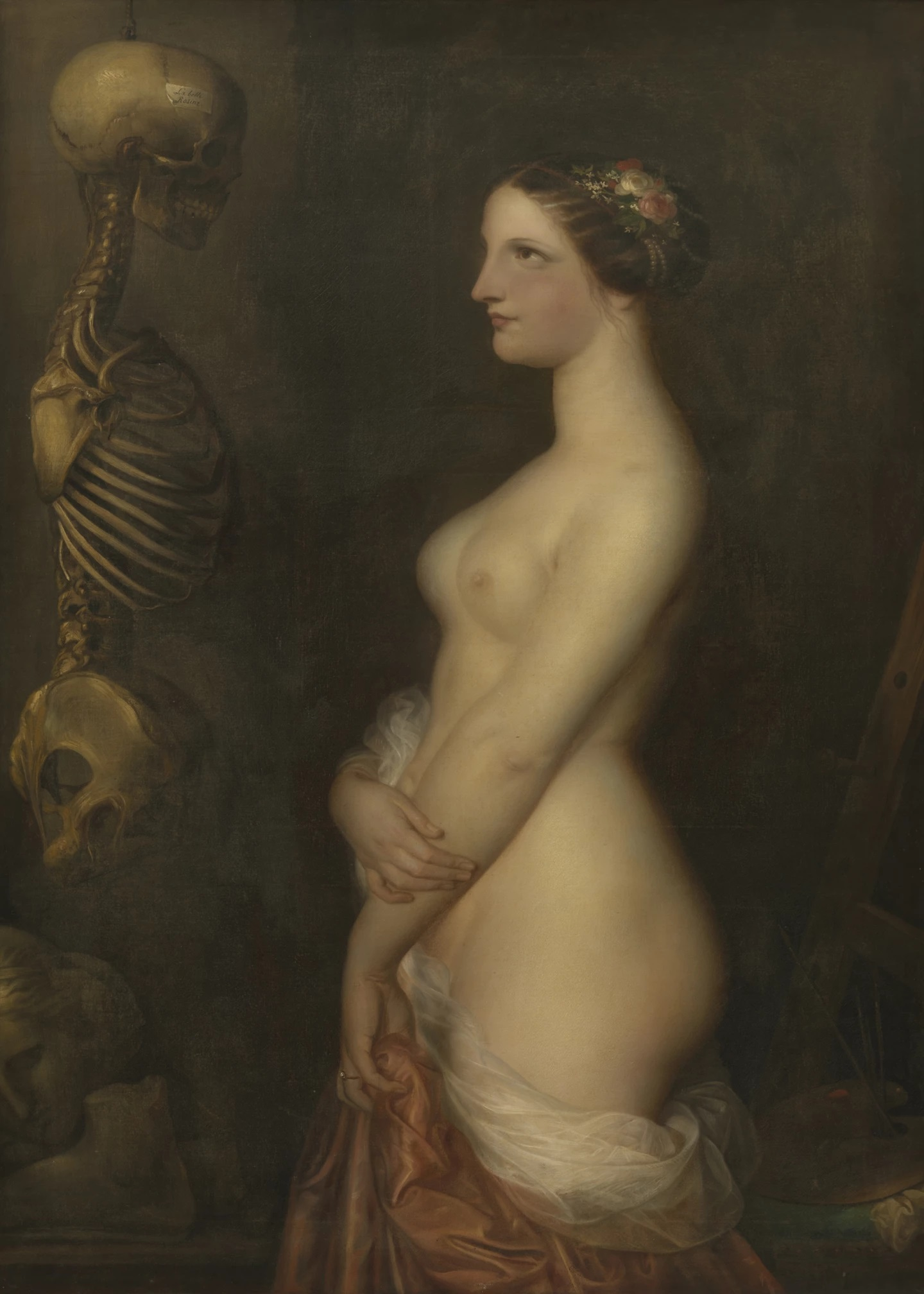
Deux jeunes filles, ou la belle Rosine (1847)
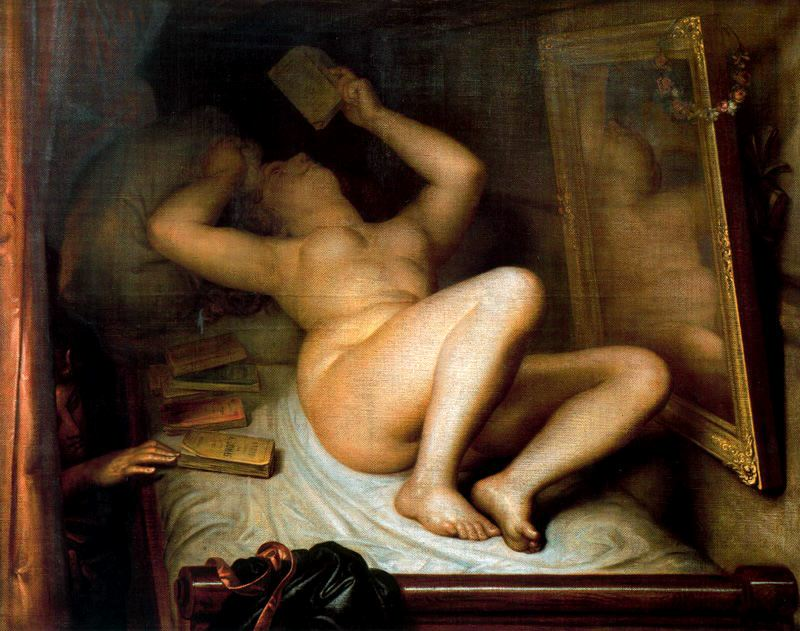
La liseuse de romans (1853)
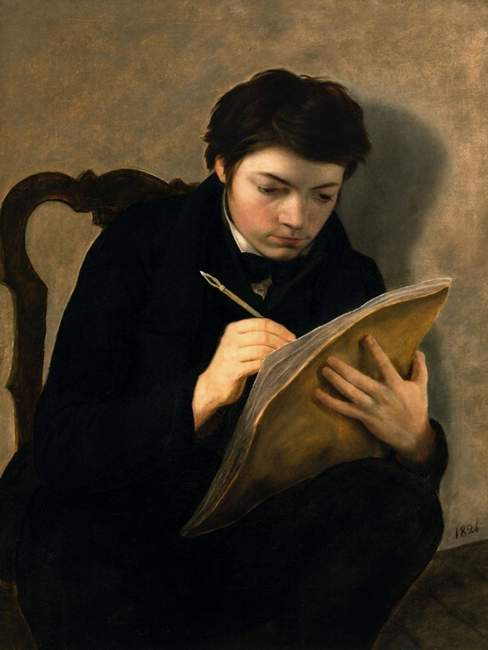
Zelfportret op 18-jarige leeftijd (1824)
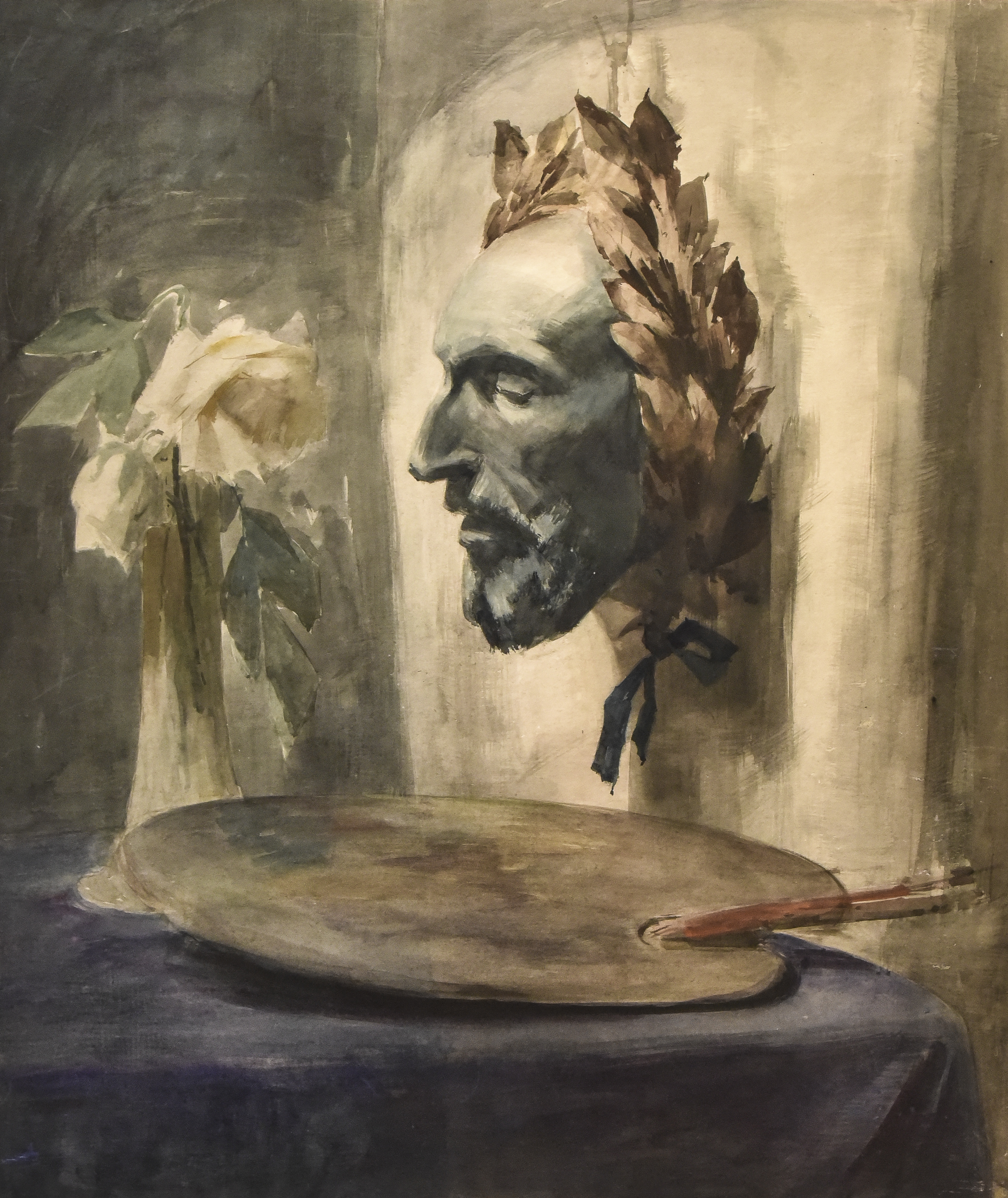
Dodenmasker van schilder Wiertz door Frans Mortelmans